# Anoplodactylus lentus
Anoplodactylus lentus is een zeespin uit de familie Phoxichilidiidae. De soort behoort tot het geslacht Anoplodactylus. Anoplodactylus lentus werd in 1878 voor het eerst wetenschappelijk beschreven door Wilson. 